# École de Savièse
L'École de Savièse désigne les artistes peintres ayant trouvé l'inspiration à Savièse ou y ayant vécu.
L'école « ...n'en est pas une au sens coutumier du mot, nul enseignement régulier n'y est dispensé, nul grand patron ne pontifie, entouré de disciples respectueux de ses directives, de ses interdits. ». Il s'agit plutôt, à l'instar par exemple de Grez-sur-Loing en France, de « la colonisation artistique de l’ensemble du Valais central, entre 1880 et 1930 environ, par des peintres venus majoritairement de l’extérieur du canton et travaillant pour un public situé hors des frontières valaisannes” ».
Pour Albert Chavaz, « L'école de Savièse, ça n'existe pas, ça n'a jamais existé. Pour qu'il y ait une école, il faut que des gens partagent quelque chose dans leur travail: ce n'était pas le cas ici. La seule chose qui nous rapprochait, c'était le lieu. Ah! cette manie des étiquettes!... »,. Le point commun des artistes, dans une période étalée dans le temps, est leur intérêt pour le typique, l'authentique, l’”exotique” de ce lieu non touché par la modernité et idéalisé, mais pas leur regroupement dans un seul courant ou mouvement artistique.

## Peintres

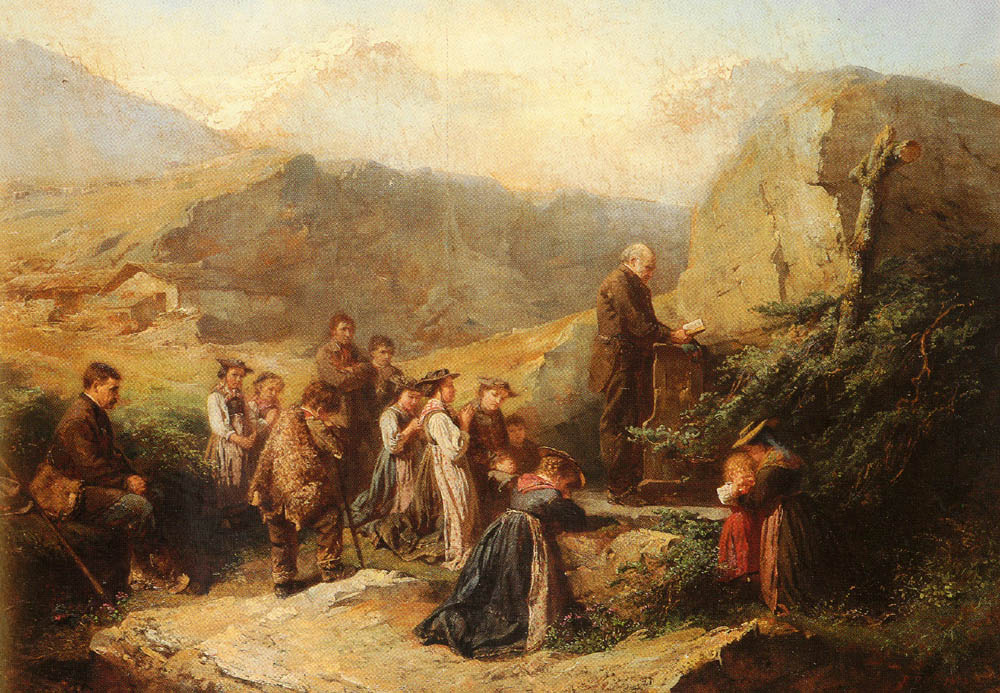
Prière sur le Sanetsch, 1869, huile sur toile, 92.5x127cm, Musée cantonal des Beaux-Arts, Sion
par Raphaël Ritz.

Voici une liste des peintres, classée dans l'ordre chronologique des séjours à Savièse :
- Raphaël Ritz (1829-1894)
- Ernest Biéler (1863-1948), 1934, bourgeois d'honneur de  Savièse[6],(Exposition 98/99 Savièse)
- Henri van Muyden (1860-1936)
- Albert Sylvestre (1869-1954)
- Paul Virchaux (1862-1930)
- Otto Vautier (1863-1919)
- François de Lapalud (1863-1924)
- Édouard Ravel (1847-1920)
- Alfred Rehfous (1860-1912)
- Marguerite Burnat-Provins (1872-1952)
- Raphy Dallèves (1878-1940)
- Eugène Gilliard (1861-1921)
- Marguerite Vallet-Gilliard (1889-1918)
- Valentine Métein-Gilliard (1891-1969)
- Édouard Vallet (1876-1929)
- William Métein (1890-1975)
- Berthe Roten-Calpini (1873-1962)
- Germaine Boy (1884-1971)
- Fred Fay (1901-1987)
- Albert Chavaz (1907-1990), 1978, bourgeois d'honneur de Savièse[6] (Salle permanente Albert Chavaz à la Maison de Commune de Savièse)
- Claude Lesur (1931-)